# Dewisari
Dewisari is een bestuurslaag in het regentschap Karawang van de provincie West-Java, Indonesië. Dewisari telt 7003 inwoners (volkstelling 2010).